# Inga gracilior
Inga gracilior är en ärtväxtart som beskrevs av Thomas Archibald Sprague. Inga gracilior ingår i släktet Inga och familjen ärtväxter. Inga underarter finns listade i Catalogue of Life.